# Lifan 820
Lifan 820 — седан бизнес-класса, флагманская модель компании Lifan. На российском рынке автомобиль представлен под названием Lifan Murman.

## История
Автомобиль был представлен в 2013 году на Пекинском международном автосалоне. Продажи на местном рынке начались в июле 2015 года.
На 2017 год продажи седана были организованы в России и Азербайджане, планируются в Иране, где функционирует сборочное производство, и в Южной Америке.

## Описание
Габариты: длина — 4865 мм, ширина — 1835 мм, высота — 1480 мм, клиренс — 145 мм, колёсная база — 2775 мм, объём багажника 510 литров.
Привод — только передний. Двигатели: 1,8 л мощностью 128 л. с. или 2,4 л мощностью 167 л. с. Коробка: 5-ступенчатая механическая или 6-диапазонный «автомат» фирмы DSI.
Поставщиками большинства базовых компонентов являются мировые производители: сидения — американской Johnson Controls, кондиционер — французской Valeo, тормоза — американской TRW, подушки безопасности — японской Takata.

## В России
Модель была показана в России в 2014 году на Московском автосалоне, планировалась к поставкам с 2015 года, но продажи начались только в июле 2017 года, при этом сборка была налажена на заводе «Дервейс».
Для российского рынка седан получил имя российского ледокола «Мурман», чтобы «„прокладывать“ дорогу в представительский класс».
Компания считает модель конкурентом Тойоте Камри, а также Kia Optima и Ford Mondeo., хотя более близкими конкурентами являются китайские модели Changan Raeton и Geely Emgrand GT
Перспективы модели в России оценены неоднозначно: пока представлена только самая простая комплектация с мотором 1,8 л и механической КПП, при этом её цена около миллиона рублей (в Китае аналогичная комплектация стоит 81,8 тысячи юаней — 730 тысяч рублей).
Представители компании также осторожны в прогнозах продаж, учитывая неудачу в России модели Cebrium (которая при цене 650 тысяч рублей нашла 1156 покупателей и была снята с российского рынка), планируя реализовать 500 «Мурманов» в 2017 году.
Продажи — за 2017 год было отгружено дилерам 92 ед., но проданы только 32, за три квартала 2018 года разошлось только 119 ед. За 10 месяцев 2019 года на учёт было поставлено 66 ед., при том, что машины продавались с рекордной скидкой — вместо цены в 1 млн. рублей машину 2017 года в комплектации Elegance можно было приобрести за 665 405 рублей.
Причинами неудачи называют как завершение локальной сборки из-за банкротства «Дервейс», так и недостаточные характеристики модели (слабый для авто такого класса двигатель).
| Год  | Объём продаж |
| ---- | ------------ |
| 2015 | 5257         |
| 2016 | 2218         |
| 2017 | 3628         |
| 2018 | 744          |
| 2019 | 573          |

| Год  | Объём продаж |
| ---- | ------------ |
| 2017 | 92           |
| 2018 | 159          |
| 2019 | 146          |